# Chaerephon major
Chaerephon major е вид прилеп от семейство Булдогови прилепи (Molossidae). Видът не е застрашен от изчезване.

## Разпространение и местообитание
Разпространен е в Бенин, Буркина Фасо, Гана, Гвинея, Демократична република Конго, Кения, Кот д'Ивоар, Либерия, Мали, Нигер, Нигерия, Сенегал, Танзания, Того, Уганда и Южен Судан.
Обитава скалисти райони, савани, крайбрежия, плажове и езера.

## Описание
Теглото им е около 15,2 g.
Популацията на вида е стабилна.